# Matthew Lee (tuffatore)
Matthew Lee, anche noto come Matty Lee (Leeds, 5 marzo 1998), è un tuffatore britannico.

## Biografia
Ha vinto la medaglia d'oro alle Olimpiadi di Tokyo nel sincro 10 m assieme a Tom Daley.

## Palmarès
- Olimpiadi

Tokyo 2020: oro nel sincro 10m.
- Mondiali

Budapest 2017: argento nel sincro 10m.
Gwangju 2019: bronzo nel sincro 10m.
Budapest 2022: argento nel sincro 10m.
- Europei di nuoto/tuffi

Londra 2016: argento nel sincro 10m misto e bronzo nella gara a squadre mista.
Kiev 2017: oro nel sincro 10m misto e bronzo nella piattaforma 10m.
Glasgow 2018: argento nel sincro 10m misti.
Budapest 2020: oro nel sincro 10m.
- Giochi del Commonwealth

Birmingham 2022: oro nel sincro 10m e bronzo nella piattaforma 10m.
- Giochi europei

Baku 2015: oro nella piattaforma 10m.
- Europei giovanili

Graz 2012: oro nel trampolino 3m.
Poznam 2013: oro nel trampolino 3m, argento nella piattaforma 10m e bronzo nel trampolino 1m.
- Vincitore della Coppa del Mondo del sincro 10m nel 2021